# 青衣發電廠
青衣發電廠（英語：Tsing Yi Power Station），為香港一座已停用及拆卸的火力發電廠，位於青衣南環，於1968-1977年間分階段投產，1994-96年分階段停止運作，再於1998年拆卸。

## 簡介
青衣發電廠共設有10台機組，並分為A、B兩廠。當中，A廠設有6台發電機組，另B廠設有4台，總發電容量為1,520兆瓦。
此外，廠內尚有兩座燃氣輪機發電機組，原先設於鶴園發電廠，於1994年遷建。
此廠在退役前，所有機組均使用重油作燃料，並由毗鄰的美孚石油油庫，通過專用管道及油缸供應。

## 歷史
為減輕鶴園發電廠的發電負荷，中華電力與美孚石油合營之「半島電力公司」於1965年決定於青衣南環增設一座發電廠，並於同年獲政府批出建廠用地。
青衣發電廠A廠首批機組於1968年7月12日竣工，並於翌年3-9月間逐步投產，至4月22日正式揭幕，由港督戴麟趾爵士主禮。
在首批機組投產前，半島電力決定為A廠增建另外兩座機組，以取代鶴園發電廠部分機組，並於1969年正式下訂，1971年投產。其後，B廠又於1974年起逐步建成，直至1977年最後一台機組投產。
中電曾計劃再擴建青衣發電廠，並擬採用可燃燒煤及重油的新式發電機組，原訂於1981-85年間投產。然而，此計劃最後未有成事。
因發電效率低下、燃油成本增加及不符環保標準，此廠於1994年9月至1996年10月分階段退役，並由1996年初投產的龍鼓灘發電廠取代。廠房主體於1998年內率先清拆，而五支煙囪則延至同年11月15日以爆破方式拆卸。

## 現況
按照青衣發電廠用地1997年後的續期安排，大部分用地已交還予政府，目前出租作堆放貨櫃。至於電廠僅餘用地，則仍為中電物料倉庫；而在1994年遷建至此廠的兩台燃氣輪機機組，雖然已於2003年獲准拆除及轉售，但至今仍未售出。

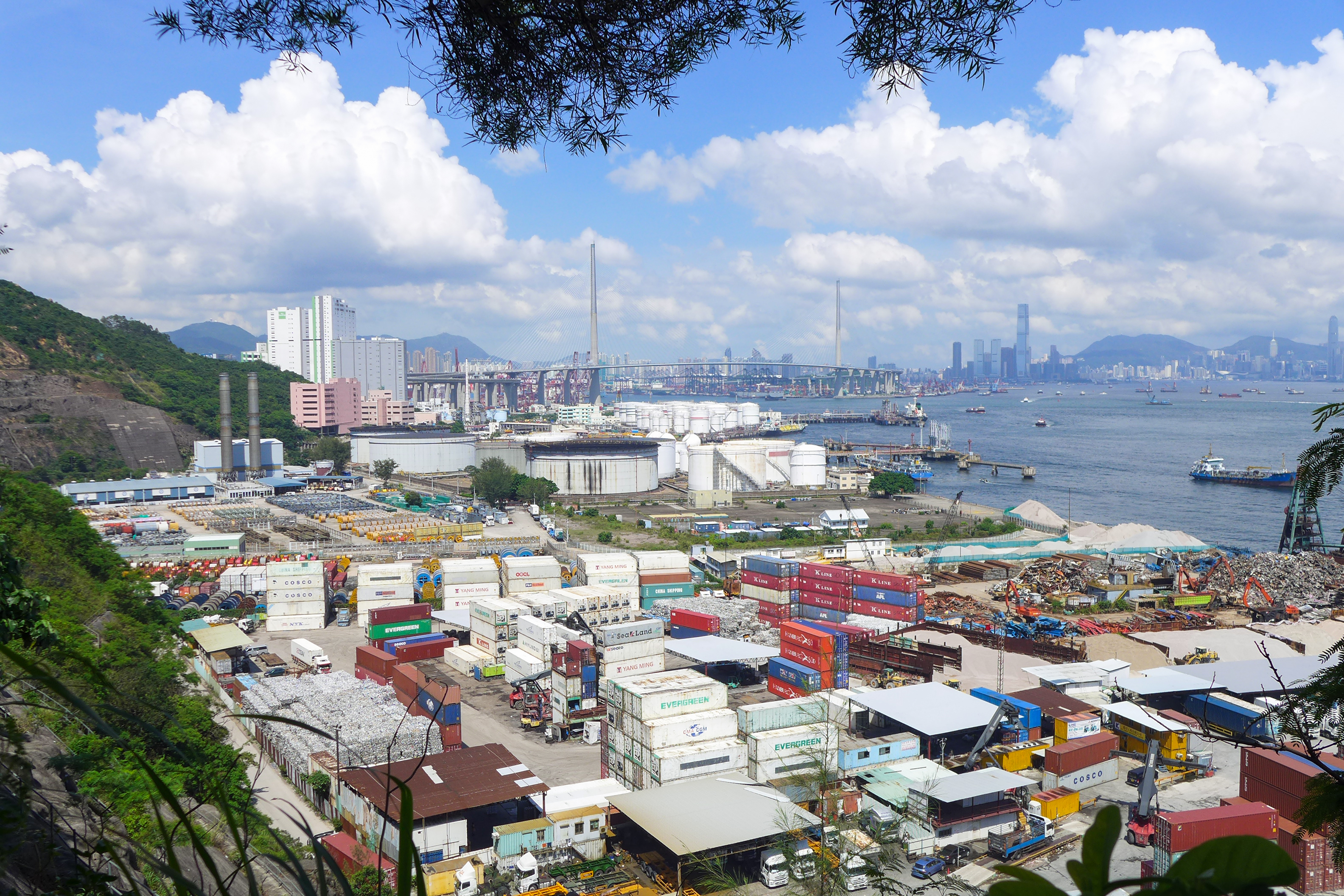
拆卸後的青衣發電廠用地（2017年7月）

## 事件及軼事
- 1968年8月12日，青衣發電廠爆發勞資糾紛，有30名建築部工人被突然解僱。其後，該批工人隨即向工總求助，以期轉介至勞工處處理[19]。
- 1969年3月10日，即將試運的青衣發電廠蒸氣喉發生爆炸，導致現場工人1死23傷[20]。
- 1977年2月16日，青衣發電廠再爆發勞資糾紛，195名外判工人被資方以發電廠大致完工為由，即時解僱。其後，受影響外判工向中華電力公司華員職工會求助，隨即與資方展開談判[21]。
- 1977年9月9日晚上，青衣發電廠機件發生故障，導致元朗、上水及粉嶺地區停電10分鐘，期間共發生17宗被困升降機事件[22]。
- 1978年3月12日，青衣發電廠舉行唯一一次公眾開放日，約2,000名市民到場參觀[23]。
- 1978年4月16日晚上，青衣發電廠發生火警，導致青衣及葵涌部分地區一度停電半小時[24]。
- 1983年11月24日下午，青衣發電廠內一批木箱及雜物起火，消防到場20分鐘後將火撲滅，無人受傷，電廠運作亦不受影響[25]。

## 交通
新界區專線小巴88M線
- 葵芳站 ↺ 前青衣發電廠

## 註解
1. ↑  自1992年起併入青山發電有限公司，並改由該公司直接持有。